# Антоний Сурожский
Митрополи́т Анто́ний, Антоний Сурожский (в миру Андре́й Бори́сович Блум; 6 июня [19 июня] 1914, Лозанна — 4 августа 2003, Лондон) — епископ Русской православной церкви, митрополит Сурожский. В 1965—1974 годах — патриарший экзарх Западной Европы.
Автор многочисленных книг, мемуаров и статей о духовной жизни и православной духовности. Один из наиболее популярных православных проповедников XX века; его проповеди и выступления вызвали значительный интерес как у православных читателей (главным образом в странах бывшего СССР), так и в инославной среде.

## Биография
Андрей Блум родился 6 (19) июня 1914 года в Лозанне, в семье сотрудника российской дипломатической службы. Отец — Борис Эдуардович Блум (1882—1937) — имел шотландские корни. Мать — Ксения Николаевна Скрябина (1889—1958), единокровная сестра композитора Александра Скрябина. Детство Андрея прошло в Персии, где его отец был консулом.
После революции 1917 года в России семья была вынуждена эмигрировать из страны, несколько лет скиталась по Европе и в 1923 году поселилась в Париже (Франция).
В 14-летнем возрасте Андрей прочёл Евангелие и обратился ко Христу, состоял активным членом РСХД, был прихожанином Трёхсвятительского подворья в Париже.
В 1931 году был посвящён в пономари для служения в храме Трёхсвятительского подворья, единственного тогда храма Московского патриархата в Париже.
По завершении курса школы поступил в Сорбонну и окончил там биологический и медицинский факультеты (1938).
10 сентября 1939 года тайно принял монашеские обеты и отправился на фронт в качестве армейского хирурга (1939—1940), затем работал врачом в Париже. Во время оккупации Франции участвовал в движении Французского сопротивления, был врачом в антифашистском подполье.
17 апреля 1943 года был пострижен в мантию с именем Антоний в честь преподобного Антония Киево-Печерского. Постриг совершал настоятель подворья и духовник постригаемого архимандрит Афанасий (Нечаев).
Андрей Блум работал врачом вплоть до 27 октября 1948 года, когда митрополит Серафим рукоположил его во иеродиакона.
14 ноября 1948 года митрополитом Серафимом рукоположён во иеромонаха и направлен в Великобританию в качестве духовного руководителя англиканско-православного Содружества Святого Албания и Святого Сергия (1948—1950).
С 1 сентября 1950 года — настоятель патриаршего храма святого апостола Филиппа и преподобного Сергия в Лондоне.
7 января 1954 года возведён в сан игумена. 9 мая 1956 года возведён в сан архимандрита. В декабре этого же года назначен настоятелем патриаршего храма Успения Божией Матери и Всех святых в Лондоне. В должности настоятеля этого храма, впоследствии кафедрального собора, он оставлялся до своей кончины.
29 ноября 1957 года — наречён, а 30 ноября 1957 года в Лондоне хиротонисан во епископа Сергиевского, викария Западно-Европейского экзархата Московского патриархата с местопребыванием в Лондоне. Архиерейскую хиротонию совершили архиепископ Клишинский Николай (Ерёмин) и епископ Апамейский Иаков (Вирвос), викарий экзарха патриарха Константинопольского в Западной Европе.
В 1958 году был участником богословских собеседований между делегациями Православных церквей и представителями Англиканской церкви.
В 1961 году в составе делегации Русской православной церкви участвовал в работе съезда Всемирного совета церквей (ВСЦ) в Нью-Дели.
В 1962 году возведён в сан архиепископа с поручением окормления русских православных приходов в Великобритании и Ирландии во главе учреждённой 10 октября 1962 года Сурожской епархии Русской православной церкви (РПЦ) в Великобритании. Его проповеди привлекли в лоно Православной церкви сотни англичан.
В 1963 году — член делегации РПЦ на праздновании 1000-летия православного монашества на Афоне.
В январе 1963 года после ухода на покой экзарха митрополита Николая (Ерёмина) Антоний был назначен исполняющим обязанности главы экзархата.
27 января 1966 года возведён в сан митрополита и утверждён на посту экзарха.
В 1968 году в составе делегации РПЦ участвовал в работе съезда ВСЦ в Уппсале. С 1968 по 1975 год — член Центрального комитета ВСЦ.
Участник Поместного собора Русской православной церкви 1971 года.
В 1972—1973 годах читал лекции в Кембриджском университете.
31 января 1983 года совет Московской духовной академии (МДА) присудил митрополиту Антонию степень доктора богословия honoris causa за совокупность его научно-богословских и проповеднических трудов, опубликованных с 1948 года и по настоящее время в «Журнале Московской патриархии» и в других изданиях. 3 февраля в актовом зале МДА состоялось торжественное вручение докторского креста и диплома учёной степени доктора богословия. Было отмечено, что за 34 года пастырского служения он прочитал в инославных общинах, храмах, студенческих и иных группах свыше 10 тысяч лекций.
Часто выступал на Британском радио и телевидении. На русской службе Би-Би-Си с 1983 года участвовал в еженедельных программах религиозного и духовного содержания (программа выходила по воскресеньям). Неоднократно приезжал в СССР, где активно проповедовал, участвовал в собраниях единомышленников на квартирах.
На Поместном соборе Русской православной церкви в июне 1990 года был предварительно выдвинут в качестве дополнительного кандидата на Патриарший престол; кандидатура была отведена председательствовавшим в первый день Собора митрополитом Филаретом в связи с тем, что у предложенного кандидата не было гражданства СССР (что было требованием Устава к кандидату в Патриархи). Был председателем счётной комиссии на Соборе, избравшем митрополита Ленинградского Алексия.
Решением учёного совета Киевской духовной академии от 24 сентября 1999 года «за выдающиеся труды на богословской ниве и в знак глубокого уважения к святительским заслугам на благо Святой Православной Матери-Церкви» митрополиту Антонию Сурожскому присуждена степень доктора богословия honoris causa.
За годы своего служения в Великобритании трудами митрополита Антония на основе единственного небольшого русского прихода в Лондоне образовалась целая епархия. В епархии читались лекции, проводились ежегодные приходские собрания, общеепархиальные съезды и собрания духовенства. Митрополит Антоний активно участвовал в церковной и общественной жизни и пользовался известностью в разных странах.
Как в последние годы его жизни, так и после его кончины выходили книги с его беседами. Однако сам он их не писал; книги представляли собой отредактированную расшифровку записей его бесед. Когда ему однажды кто-то принёс на подпись книгу, он сказал: «Представляете, я понятия не имею о том, что в этой книге».
После того как в 1996 году был удостоен звания почётного доктора Кембриджского университета, высказал мысль о создании в Кембридже православного института, который был основан в 1999 году.

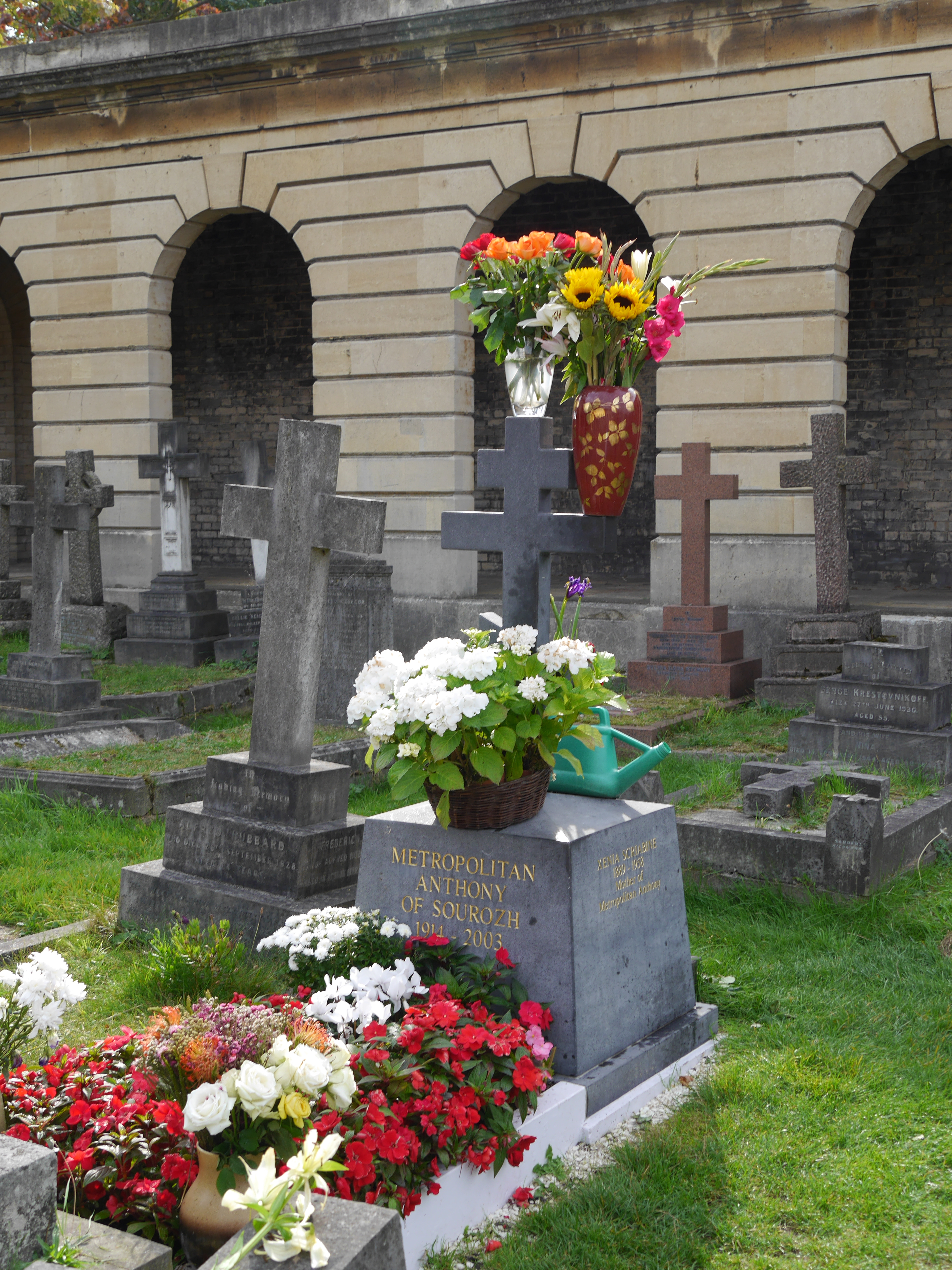
Захоронение митрополита Антония в Лондоне

После смерти в 1999 году митрополита Леонтия был старейшим по хиротонии епископом РПЦ.
Последний, 2002 год, управления епархией был омрачён острыми конфликтами, в особенности епископа Василия (Осборна) с новопоставленным викарием епархии — епископом Иларионом (Алфеевым). По поводу конфликта митрополит Антоний написал открытое письмо епископу Илариону.
В начале 2003 года перенёс хирургическую операцию, после чего 1 февраля 2003 года подал прошение об уходе на покой по состоянию здоровья, а 30 июля 2003 года постановлением Священного синода РПЦ освобождён от управления Сурожской епархией и уволен на покой.
Скончался 4 августа 2003 года в Лондоне в хосписе. Отпевание состоялось 13 августа в лондонском кафедральном соборе Успения Пресвятой Богородицы и Всех Святых; его совершили митрополит Минский и Слуцкий Филарет (Вахромеев) в сослужении архиепископа Фиатирского Григория (Феохаруса-Хадзитофи) (Константинопольский патриархат), архиепископа Керченского Анатолия (Кузнецова), архиепископа Корсунского Иннокентия (Васильева) и епископа Сергиевского Василия (Осборна), клира Сурожской епархии, других епархий Русской православной церкви в Европе и в России, а также представителей греческого и сербского духовенства. Похоронен на Бромптонском кладбище.
К моменту его смерти Сурожская епархия была самой малочисленной епархией Русской православной церкви: в последнем епархиальном избирательном списке — 1122 человека, из них в Лондоне — 333. Епархия насчитывала около 25 приходов и малых общин, при этом только приходы в Лондоне и Оксфорде имели более ста прихожан. В епархии служили 23 священника и 9 диаконов, из которых лишь 5 имели русские корни и единицы — богословское образование. Монастырей в епархии не было.
После смерти митрополита Антония его ближайший помощник викарий Василий (Осборн) сделал попытку разделить Сурожскую епархию, впоследствии самовольно перешёл в Константинопольский патриархат, а позднее был лишён сана и монашества по собственному прошению из-за желания вступить в брак.

## Награды
- Медаль Общества поощрения добра (1945, Франция, «за активную деятельность на благо Православной Церкви»)
- Орден святого равноапостольного князя Владимира I степени (1961)
- Орден святого Андрея (1963, Константинопольский Патриархат),
- Ламбетский крест (1975, Англиканская Церковь)
- Орден преподобного Сергия Радонежского 2-й степени (5 июля 1979 года)[10]
- доктор богословия honoris causa (1973, Абердинский университет, «за проповедь слова Божия и оживление духовной жизни в стране»)
- почётный доктор Московской Духовной академии (1983)
- почётный доктор Кембриджского университета (1996)
- почётный доктор Киевской духовной академии (1999)